# Põhimaantee 9
De Põhimaantee 9 is een hoofdweg in Estland. De weg loopt van Ääsmäe via Haapsalu naar Rohuküla. De weg is 80,9 kilometer lang.
De Põhimaantee 9 begint bij Ääsmäe, waar de weg aftakt van de Põhimaantee 4 tussen Tallinn en Pärnu. De weg loopt via de stad Haapsalu naar de havenplaats Rohuküla waar de veerpont naar het eiland Hiiumaa vaart. Op het eiland loopt de weg verder als Tugimaantee 80.

## Geschiedenis
In de tijd van de Sovjet-Unie was de Põhimaantee 9 onderdeel van de Russische A206. Na de val van de Sovjet-Unie in 1991 en de daaropvolgende onafhankelijkheid van Estland werden de hoofdwegen omgenummerd om een logische nationale nummering te krijgen. De A206 werd de Tugimaantee 16. Dit nummer heeft de weg maar korte tijd gehouden. In 1998 werd besloten om de weg aan het hoofdwegennet toe te voegen. Sindsdien heet de weg Põhimaantee 9.